# فیروزه بیگم (خواننده)
فیروزه بیگم (به انگلیسی: Firoza Begum)؛ (به بنگالی: ফিরোজা বেগম)؛ (۲۸ ژوئیه ۱۹۳۰–۹ سپتامبر ۲۰۱۴) خواننده موسیقی نازرول (Nazrul Geeti) اهل بنگلادش بود. وی در سال ۱۹۷۹ توسط دولت بنگلادش جایزه روز استقلال را دریافت کرد.

## بزرگداشت
«مدال طلای یادبود فیروزه بیگم» از سال ۲۰۱۶ توسط دانشگاه داکا معرفی شد. دریافت کننده این مدال هر سال توسط هیئت داوران از بین هنرمندان شناخته شدهٔ موسیقی ملی انتخاب می‌شود.
در تاریخ ۲۸ ژوئیه ۲۰۱۸، گوگل تولد ۸۸ سالگی فیروزه بیگم را با گوگل دودل بزرگداشت.